# زنداقي نا ملغي دبارة
زنداقي نا ملغي دبارة هو فيلم من نوع قصة البلوغ ورفقاء ‏ ودراما وكوميديا رومانسية أُصدر في 15 يوليو 2011. الفيلم من إنتاج اکسل انترتینمنت ‏، ومن توزيع إروس إنترناشيونال، وهو من إخراج زويا أختر، أما السيناريو فكان من كتابة ريما كاغتي ‏.

## القصة
تقع أحداث الفيلم في مومباي.
كبير ديوان (أبهاي ديول) يتقدم لخطبة صديقته ناتاشا أرورا (كالكي كوشلين). تلتقي عائلاتهم في حفل الخطوبة حيث علمت ناتاشا أن كبير يخطط لرحلة طريق لحفلة البكالوريوس لمدة ثلاثة أسابيع إلى إسبانيا مع أصدقائه في المدرسة - عمران قريشي (فرحان أختار) ، مؤلف الإعلانات ؛ وأرجون سالوجا (هريثيك روشان) ، وسيط مالي يعمل في لندن. يقول كبير إن الأصدقاء الثلاثة لديهم اتفاق طويل الأمد ، وأنه خلال الرحلة البرية ، سيختار كل واحد منهم رياضة مغامرات سيحاولها الثلاثة معًا. كان أرجون مترددًا في البداية في القيام بالرحلة لأنه لا يريد أن يفوتك العمل. يخطط عمران سرًا للعثور على والده البيولوجي المنفصل سلمان حبيب (نصير الدين شاه) ، وهو فنان يعيش في إسبانيا.
```
يسافر الرجال الثلاثة إلى إسبانيا بشكل منفصل ويلتقون في برشلونة.  يخططون لزيارة كوستا برافا وإشبيلية وبامبلونا.  في الطريق إلى كوستا برافا ، ينزعج عمران وكبير عندما يواصل أرجون ، مدمن العمل ، العمل.  قام عمران بإلقاء هاتف Arjun المحمول عرضًا من سيارتهم ، مما تسبب في جدال يتهم فيه أرجون عمران بعدم الاعتذار بسبب وجود علاقة غرامية قبل أربع سنوات مع صديقة Arjun آنذاك سونالي.  ومع ذلك ، توقف كبير الجدال الذي تهدئتهما على حد سواء.  عند الوصول إلى وجهتهم ، التقوا بليلى (كاترينا كايف) ، وهي امرأة أنجلو-هندية ينجذب إليها أرجون على الفور ؛  يغازلها عمران ويثير غيرة أرجون.
```

```
أعلن كبير أنه اختار الغوص تحت الماء كأول رياضة لهم ، ووجدوا لاحقًا أن ليلى هي مدربهم على الغوص.  أرجون ، الذي لا يستطيع السباحة ويعاني من رهاب الماء ، يتلقى المساعدة من ليلى للتغلب على مخاوفه ، وينهي الرياضة بنجاح ، ويكتسب نضارة جديدة في حياته.  تقترح ليلى حضور مهرجان La Tomatina معها في Buñol.  في هذه الأثناء ، تشك ناتاشا في تورط كبير مع ليلى عندما تراهم عبر كاميرا الويب حيث تمت دعوة ليلى إلى فيلا الأولاد لتناول العشاء.  لقد تعطلت رحلة حفلة توديع العزوبية ، مما تسبب في انزعاج كبير.  يقضي عمران وقتًا مع صديقة ليلى نوريا (أريادنا كابرول) وأرجون مع ليلى.  بعد مغادرة الرجال ، أدرك كل من أرجون وليلى أنهما وقعا في الحب ، ولم يندما على التقسيم ، تطاردهما ليلى على دراجة ، وتقبلا أرجون بحماسة قبل أن تودعهما.  ناتاشا مرتاحة من شكوكها حول كبير ، وأرجون ، أيضًا ، ينمو لاحترام حياته كما يعرفها الآن.
```

```
في طريقهم إلى إشبيلية ، ينزل كبير ناتاشا في المطار ، بينما يناقش أرجون وعمران تغيير كبير في سلوك ناتاشا.  ثم يزور الثلاثي إشبيلية للذهاب إلى القفز بالمظلات ، وهو اختيار أرجون.  خلال المهمة ، يضطر عمران إلى مواجهة رهابه من المرتفعات ويتردد في المشاركة ، لكنه يفعل ذلك.  بعد القفز بالمظلات ، يذهب الرجال الثلاثة إلى حانة ويسكرون.  يتشاجرون مع شخص غريب حاولوا مزحه.  ينتهي بهم الأمر في السجن بسبب ذلك ، ويتصل عمران بسلمان ، الذي يخرجهم بكفالة ويأخذهم إلى منزله.  خلال محادثة شخصية مع عمران ، يكشف سلمان أنه لم يرغب أبدًا في تحمل مسؤولية الحياة الزوجية أو الأطفال ، لكن والدة عمران رحيلة (ديبتي نافال) فعلت ذلك.  عمران ، حزين القلب ، يدرك كيف أن أفعاله قد أساءت إلى أرجون قبل أربع سنوات.  يعتذر لأرجون ، ولما رأى أرجون صدق الاعتذار ، يغفر له بعناق.
```

```
يتعلم الرجال الثلاثة عن جري الثيران في بامبلونا ، وهو اختيار عمران ، الأمر الذي يحير كبير وأرجون.  يتواصل عمران مع ليلى فتنضم إليهم.  عندما يواجه كبير أصدقاءه ، يعترف للآخرين أنه لا يحب ناتاشا وليس مستعدًا للزواج.  يكشف أن ناتاشا قد أخطأت في الخاتم الذي اشتراه كهدية عيد ميلاد لوالدته كخاتم عرض لنفسها.  يسأل أرجون كبير عما إذا كان هذا هو السبب في أن الرحلة كانت مهمة جدًا بالنسبة له ، لأنه لن يطلب منه أحد بخلاف أفضل أصدقائه إلغاء حفل زفافه.  في صباح يوم سباق الثور ، يقترح عمران أن يبرما اتفاقًا آخر إذا نجا من الحدث: يتعهد عمران بنشر الشعر الذي كتبه في مذكراته ؛  أرجون يتعهد بالذهاب إلى المغرب مع ليلى ؛  وعد كبير بإخبار ناتاشا أنه لا يريد الزواج منها بعد.  عندما يكملون الحدث ، يكتسب الأصدقاء إحساسًا متجددًا بعلاقاتهم مع بعضهم البعض ومع عائلاتهم وأصدقائهم وأنفسهم.
```

```
خلال الاعتمادات ، يحضر عمران وكبير ونوريا وناتاشا حفل زفاف أرجون وليلى.  لم تعد نتاشا وكبير معًا ، فقد جاءت مع رفيق ، لكنهما ما زالا صديقين ، وكشفت قصائد عمران أنها نُشرت.
```

## طاقم التمثيل
- هريثيك روشان
- أريادنا سابرول
- كالكي كويتشلن
- نصر الدين شاه
- أبهاي ديول
- فرحان أختر
- كاترينا كيف

## الإنتاج
موسيقى الفيلم التصويرية كانت من تأليف شانكار ماهاديفان.

## وصلات خارجية
- زنداقي نا ملغي دبارة على موقع IMDb (الإنجليزية)
- زنداقي نا ملغي دبارة على موقع روتن توميتوز (الإنجليزية)
- زنداقي نا ملغي دبارة على موقع نتفليكس (الإنجليزية)
- زنداقي نا ملغي دبارة على موقع ألو سيني (الفرنسية)
- زنداقي نا ملغي دبارة على موقع Turner Classic Movies (الإنجليزية)
- زنداقي نا ملغي دبارة على موقع أول موفي (الإنجليزية)
- زنداقي نا ملغي دبارة على موقع بوكس أوفيس موجو (الإنجليزية)
- زنداقي نا ملغي دبارة على موقع فيلمافينيتي (الإسبانية)
- زنداقي نا ملغي دبارة على موقع قاعدة بيانات الفيلم (الإنجليزية)
- زنداقي نا ملغي دبارة على موقع ليتربوكسد (الإنجليزية)